# Barbara Laage
Barbara Laage, all'anagrafe Janine Antoinette Laage (Menthon-Saint-Bernard, 30 luglio 1920 – Deauville, 19 maggio 1988), è stata un'attrice francese.

## Biografia
Dopo aver debuttato sugli schermi francesi nel 1942, Barbara Laage ebbe il suo primo impegno di rilevanza internazionale nel film La moglie ricca (1948), a fianco di Barbara Stanwyck e Van Heflin, in cui interpretò il ruolo di Eugenia Taris. Raggiunse la notorietà con l'interpretazione di Lizzie McKay nel film La mondana rispettosa (1952), adattamento cinematografico dell'omonima opera teatrale di Jean-Paul Sartre. 
Durante gli anni cinquanta, Laage lavorò in numerose pellicole francesi ed apparve in alcune coproduzioni internazionali. Nel 1953 fu protagonista nel dramma sentimentale Traviata '53 di Vittorio Cottafavi, ambientato a Milano, e l'anno successivo fu partner di Alberto Sordi nella commedia Una parigina a Roma (1954), quindi recitò al fianco di Kirk Douglas in Atto d'amore (1953) di Anatole Litvak, Gene Kelly in Destinazione Parigi (1957), e Paul Newman in Paris Blues (1961) di Martin Ritt.
Nella seconda metà degli anni sessanta la carriera dell'attrice volse al declino. Tra le sue ultime apparizioni sul grande schermo, da ricordare quella in Non drammatizziamo... è solo questione di corna (1970) di François Truffaut, in cui interpretò il ruolo di Monique e apparve nella sequenza in cui Antoine Doinel (Jean-Pierre Léaud) discute in un caffè con Monique delle difficoltà della propria vita coniugale, mentre nello stesso momento sua moglie Christine (Claude Jade) parla dello stesso argomento con una vicina di casa. Nel montaggio, immagini e conversazioni sono invertiti, modalità narrativa che verrà anni dopo ripresa da Woody Allen in un'analoga sequenza di Io e Annie (1977).
Nel corso degli anni settanta, Laage comparve inoltre in L'uomo in basso a destra nella fotografia (1973), accanto a Jean-Louis Trintignant e in Le amanti (1973) con Jane Birkin, ritirandosi dalle scene nel 1976. Morì nel 1988 a Deauville, dove si era stabilita da alcuni anni.

## Filmografia parziale
- La moglie ricca (B.F.'s Daughter), regia di Robert Z. Leonard (1948)
- La mondana rispettosa (La p... respectueuse), regia di Charles Brabant, Marcello Pagliero (1952)
- Schiavitù (L'Esclave), regia di Yves Ciampi (1953)
- Traviata '53, regia di Vittorio Cottafavi (1953)
- Atto d'amore (Un Acte d'amour), regia di Anatole Litvak (1953)
- Il porto delle bionde (Quai des blondes), regia di Paul Cadéac (1954)
- Una parigina a Roma, regia di Erich Kobler (1954)
- Assassini della domenica (Les Assassins du dimanche), regia di Alex Joffé (1956)
- Destinazione Parigi (The Happy Road), regia di Gene Kelly (1957)
- Azione immediata (Action immédiate), regia di Maurice Labro (1957)
- Contrabbando a Marsiglia (Deuxième bureau contre inconnu), regia di Jean Stelli (1957)
- Miss Pigalle, regia di Maurice Cam (1958)
- Capitan Uragano (Bomben auf Monte Carlo), regia di Georg Jacoby (1960)
- La rapina di Montparnasse (Le Caïd), regia di Bernard Borderie (1960)
- Passaporto falso (Ça va être ta fête), regia di Pierre Montazel (1960)
- Paris Blues, regia di Martin Ritt (1961)
- Antologia sessuale (Vacances portugaises), regia di Pierre Kast (1963)
- Non drammatizziamo... è solo questione di corna (Domicile conjugal), regia di François Truffaut (1970)
- L'uomo in basso a destra nella fotografia (Défense de savoir), regia di Nadine Trintignant (1973)
- Le amanti (Projection privée), regia di François Leterrier (1973)

## Doppiatrici italiane
- Rina Morelli in Traviata '53, Una parigina a Roma